# Почепа Оксана Олександрівна
Оксана Олександрівна Почепа (творчий псевдонім — Малолітка з 1997 по 1999 рік, а з 2000 по 2004 рік творчий псевдонім — Акула; нар. 20 липня 1984, Ростов-на-Дону) — російська співачка, акторка, авторка та виконавиця пісень, радіоведуча. Фігурантка бази даних центру «Миротворець» за неодноразове незаконне відвідування окупованого Криму.

## Біографія
Народилася 20 липня 1984 року в Ростові-на-Дону.
Брала участь у виступах ростовських дитячих ансамблів, співала, писала вірші. Займалася акробатикою. У Оксани є брат Михайло Почепа.
У 1991 році вступила до музичної школи імені Римського-Корсакова, з ініціативи отця Олександра Почепи, який сам колись мріяв про кар'єру артиста.
У 1997—1998 роках була солісткою молодіжного проекту «Малолітка», у складі цього проекту вперше виступила на сцені Ростовського палацу спорту, брала участь у турі «Молодь проти наркотиків».
У 2000 році переїхала до Москви, бо отримала запрошення до нового музичного проєкту «Акула» від Сергія Жукова.
У 2001 році виходить дебютний альбом «Кислотный DJ», починаються гастролі та виступи.
У 2002 році вийшов другий альбом «Без любви». Того ж року виконала пісню «Девчонка-акула» з групою «Банда Андрюха».
У 2004 році після гастролей містами США співачка залишилася там жити на два роки.
У 2006 році повернулася до Росії й відновила концертну діяльність вже під цим іменем. У 2007 році був знятий кліп на пісню «Утро без тебя». Працювала радіоведучою хіт-параду «Юні-хіт» на радіостанції «Юність».
У 2013 році Оксана відзначила 15-річчя творчої діяльності на великій сцені ювілейним концертом «Акула — 15 років на сцені».
У 2014 році Оксана Почепа балотувалася до Ради депутатів поселення Краснопахорское міста Москва від партії КПРФ.
5 вересня 2014 року Оксана Почепа брала участь у відкритті футбольного стадіону ФК «Спартак» (Москва) «Відкриття Арена», під час її виступу команди виходили на розминку.
У 2015 році Оксана Почепа номінована на премію телеканалу MusicBox у номінації Gold. Вона повернулась того ж року в ефір Російського радіо хіт-парад «Золотий грамофон» з піснею «Мелодрама» («Мама, вчера на больших экранах»; музика і слова — Г. Дудін).
19 червня 2018 року виступала на FIFA FAN Fest у Москві на Воробйових горах, в перерві та після матчу Чемпіонату світу з футболу Росія — Єгипет.

## Дискографія

### У складі проекту «Малолітка»
«Где-то звёзды» (1999)
1. Ночь (4:24)
2. Увидимся (4:09)
3. Дождь (4:03)
4. Я люблю тебя (4:26)
5. Не верю (4:00)
6. Хозяйка любви (3:58)
7. Полюби (3:50)
8. Сон со мной (4:10)
9. Где-то звёзды (4:30)
10. Дождь (Remix) (4:59)
11. Ночь (Remix) (3:36)
12. Megamix (1:09)

### У складі проекту «Акула»
«Кислотный DJ» (2001)
1. Кислотный DJ (3:55)
2. Я убегаю (3:42)
3. Не молчи (4:12)
4. С тобою рядом (4:24)
5. Позвони (3:36)
6. День, ночь (4:14)
7. Слёзы на морозе (4:12)
8. Плачу (5:56)
9. Я больше не люблю тебя (5:03)
10. Я мечтаю (4:09)
11. Жена (3:45)
12. Любовь моя (3:48)
13. Мало (3:15)

«Без любви» (2003)
1. Полюби (3:38)
2. Девочка (3:33)
3. Я так хочу (3:55)
4. Рада (3:34)
5. Ты любишь маму (4:30)
6. Люби меня (3:52)
7. Ради тебя (3:32)
8. Папа (4:08)
9. Принцесса (4:15)
10. Не холодно, не жарко (4:02)
11. Не говори о любви (4:41)
12. Я убегаю (ремикс) (8:45)

«Такая любовь» (2006)
1. Такая любовь (4:21)
2. Вчера (3:33)
3. Я люблю лишь тебя (3:52)
4. Радиорынок (3:21)
5. Не подходи (3:29)
6. Праздник без тебя (6:00)
7. Поздно (3:31)
8. Прости Прости (6:35)
9. Знаешь (3:24)
10. Стаи птиц (3:33)
11. Старый цыган (3:38)
12. Такая любовь ремикс (6:02)
13. Вчера ремикс (3:15)
14. Объясни (3:33)
15. Пуля (3:53)

### Сольні альбоми
«Акула» (2010)
1. Утро без тебя
2. Непонятно, почему
3. Она
4. Слова
5. Заразилась тобой
6. Секс (feat. Іван Демьян, вокаліст гурту «7Б»)
7. Нежность
8. Такая любовь
9. Стаи птиц
10. Те, кто меня
11. Вьюга
12. Не говори мне о любви
13. Слова (feat. Alex Nevsky)
14. Такая любовь (Matuya & T-Lovers rmx)
15. Стаи птиц (Dj Audiophil rmx)
16. Почепа (feat. С.Шнуров)

«Звезда» (2014)
1. Звезда (feat OnAir alex Piletski rmx)
2. Музыка детства
3. Ушла в рассвет
4. По подоконнику дождь
5. Гол! Это наш футбол!
6. Я не знаю, как птицы…
7. Бесполезные дни
8. Я держусь за тебя
9. Радиопривет
10. Пополам (DJ Anisimov rmx)
11. Гол! Это наш футбол! (DJ Disun rmx)
12. Гол! Это наш футбол! (Raduga rmx)
13. Музыка детства (DJ Anisimov rmx)
14. Такая любовь (Malkovich's back to 80's rmx)

«Прощай, Берлин» (сингл 2015)
«Мелодрама» (сингл 2015)
1. Оксана Почепа — Мелодрама (музика і слова — Р. Дудін)
2. Оксана Почепа — Мелодрама (DJ Tarantino rmx)
3. Оксана Почепа — Мелодрама (DJ Solovey rmx)

«Подруга» (сингл 2016)
«Невеста» (сингл 2018)
«Те кто меня… (Histrionic rmx)» (сингл 2020)
«Дети девяностых» (сингл 2020)

## Відеографія

### Акула
- 2001 — Кислотный DJ (режиссёр А. Ігудін)
- 2001 — Мало (режиссёр А. Ігудін)
- 2001 — Я убегаю (режиссёр А. Ігудін)
- 2002 — Полюби (режиссёр М. Сегал)
- 2003 — Такая любовь (режиссёр А. Ігудін)

### Оксана Почепа
- 2007 — Утро без тебе (режисер А. Ігудін)
- 2011 — Помоги мне (режисер В. Ємельяненко) (feat. Група 7Б)
- 2011 — Она (режисер Д. Архангельський)
- 2011 — Звезда (режисер В. Фокеєв) (feat. OnAir)
- 2012 — Вьюга (режисер Д. Архангельський)
- 2013 — Бесполезные дни (режисер Д. Козлов)
- 2013 — Я пополам тебя не поделю (режисер А. Соболєв)
- 2013 — Счастье есть (режисер Ж. Данелян)
- 2013 — Я забыла рук твоих тепло (режисер Ж. Данелян)
- 2014 — Ушла в рассвет (режисер А. Соболєв)
- 2015 — Мелодрама (режисер Ж. Данелян)
- 2015 — Мелодрама (DJ Tarantino rmx) (режисер Ж. Данелян)
- 2016 — Подруга (режисер Ж. Данелян)
- 2020 — Те кто меня… (Histrionic remix) (режисер — А. Соболєв)
- 2020 — Дети девяностых (Оксана Почепа і Ілля Зудін) (режисер — Ж. Данелян)

## Фільмографія
- 2008 — «Стрітрейсери» (режисер О. Фесенко), в епізодичній ролі
- 2010 — Серіал «Час щастя 2» (режисер Д. Сорокін), в ролі самої себе
- 2014 — Короткометражний фільм «109 років як мінімум», головна роль